# 8734 Ворнер
8734 Ворнер (8734 Warner) — астероїд головного поясу, відкритий 1 січня 1997 року.
Тіссеранів параметр щодо Юпітера — 3,295.
Названо на честь Браяна Д. Ворнера (народився 1952), який протягом більше восьми років публікував журнал новин «Оглядач малих планет» (англ. Minor Planet Observer), щомісячний журнал про астероїди.